# 다무라 하지메
다무라 하지메(일본어: 田村 元, 1924년 5월 9일~2014년 11월 1일)는 14선 중의원 의원을 지낸 일본의 정치인이다.

## 생애
1924년 5월 9일에 지금의 미에현 마쓰사카시에서 태어났다. 구제 미에현립 우지야마다 중학교를 거쳐 1950년에 게이오기주쿠 대학 법학부를 졸업했다. 이후 주가이로 공업, 미에 교통에서 근무하다가 중학교에서 임시 교원으로 일했다. 그러다 참의원 의원 마에다 미노루의 비서가 되면서 정치에 발을 들였다. 1953년 총선에 출마했지만 낙선했다가 1955년 총선에서 당선됐다. 이때 나이가 30살로 당시 최연소 당선이었다.
소속 정당은 자유당으로 오노 반보쿠의 파벌에 속했다. 일본민주당과 보수합동을 이룰 무렵엔 뒷무대에서 주로 활동했으며 자유민주당이 창당된 뒤엔 청년부장이 되었다. 1960년에 제2차 이케다 내각에서 건설정무차관을, 1962년에 제2차 이케다 내각 (제2차 개조)에서 노동정무차관을 지냈다.
1964년 6월에 오노가 사망하자 오노의 파벌이 무라카미 이사무와 후나다 나카의 파벌로 쪼개졌는데 다무라는 무라카미파에 속했다. 무라카미가 죽은 뒤엔 미즈타 미키오가 파벌을 이끌었다. 1972년에 사토 에이사쿠가 총재에서 물러나자 열린 총재 선거에서 다나카 가쿠에이를 지지했으며 7월에 제1차 다나카 가쿠에이 내각이 발족하자 노동상에 취임해 첫 입각을 이루었다. 노동상으로 재임하면서 주휴2일제를 도입하고 정년을 연장하는 등의 정책에 매달렸다.
1975년 6월에 같은 파벌의 에사키 마스미와 함께 다나카파로 소속을 옮겼다. 1976년 12월에 후쿠다 다케오 내각이 출범하자 운수상으로 입각했다. 후쿠다 다케오가 1977년 내에 나리타 국제공항을 개항하겠다고 단언하자 이를 받들어 지역과의 조정에 나섰다. 그리고 11월 28일에 나리타 국제공항의 개항일을 내년 3월 30일로 한다는 운수성 고시를 발표했다. 후쿠다가 단언한 연내 개항엔 실패했지만 해묵은 문제를 해결할 수 있었다(다만 개항 4일 전에 나리타 공항 관제탑 점거사건이 발생해 정식 개항은 5월 20일로 연기됐다). 그리고 당일에 개각이 이루어져 후쿠나가 겐지에게 운수상 자리를 넘겨줬다. 1981년에는 자민당 국회대책위원장으로 임명되었다.
다나카파 내에서 다무라에겐 니카이도 스스무의 측근 역할이 주어졌지만 점차 니카이도와는 소원한 사이가 되었다. 그리고 파벌 내에서 다무라 그룹을 형성하기 시작했다. 1982년에 스즈키 젠코가 총재에서 물러나겠다고 발표하자 후계 자리를 놓고 스즈키, 후쿠다, 니카이도가 회담을 했다. 이 회담에 참여한 다무라는 총리는 나카소네, 총재는 후쿠다로 하는 총총 분리를 제안했지만 나카소네는 이를 거절했고 이후 치러진 총재 선거에서 가뿐히 승리했다. 훗날 다무라는 "후쿠다 총재라니 말도 안 된다고 생각한 다나카 씨가 나카소네 씨에게 "절대로 받아들이지 마라"라고 말해서 나카소네 씨가 거절한 것이 내막이다"라고 밝혔다.
다케시타 노보루가 파벌 내 파벌인 창정회를 만들어 사실상의 쿠데타를 일으키자 이에 충격을 받은 다나카가 뇌경색으로 쓰러졌다. 이에 다케시타는 경세회를 만들어 다나카파의 대부분을 흡수했다. 니카이도를 비롯한 일부는 니카이도 그룹을 형성해 다케시타에게 저항했으며 다무라는 오쿠다 게이와 등과 함께 중간파를 구성했다가 경세회에 합류했다.
1986년 7월에 출범한 제3차 나카소네 내각에서 통산상으로 입각하여 다케시타 내각 때까지 재임했다. 다케시타가 리크루트 사건 얽혀 사임하게 되자 후임 총재가 돼 줄 것을 요청받았지만 거절했다. 1989년 6월에 예산안 표결을 강행하려는 문제로 국회가 공전하자 이에 대한 책임을 지고 의장 하라 겐자부로와 부의장 다가야 신넨이 물러났다. 이후 다무라가 제66대 일본 중의원 의장으로 선출되었다. 이후 소비세 도입을 둘러싸고 의회가 해산되면서 7개월 만에 의장에서 물러나고 자민당 최고 고문이 되었다. 1994년에 사형 폐지를 추진하는 의원 연맹의 초대 회장이 되었다.
1996년 총선을 앞두고 "나는 미에현 제2구의 사람들로부터 지지받아 왔다. 다음 선거에서 (지금까지의 지지자를 절반으로) 나누는 것은 할 수 없다"라며 소선거구제 도입에 반대하며 불출마를 선언한 뒤 정계를 은퇴했다. 지지 기반은 조카인 다무라 노리히사가 물려받았다. 2004년에 명예 마쓰사카시민이 되었다.
2014년 11월 1일에 도쿄도 시부야구의 한 병원에서 사망했다. 향년 90세. 사후에 종2위에 추서됐다.

## 가족 관계
아버지 다무라 미노루는 변호사 출신으로 미에현의회 의원을 지낸 뒤 익찬의회에서 초선 중의원 의원을 지냈다. 조카 다무라 노리히사는 9선 출신의 현역 중의원 의원이며 사위인 모리야마 마사히토도 국가공무원을 퇴직한 뒤 5선 출신의 현역 중의원 의원으로 있다.

## 역대 선거 기록
|  | 8.6% |

|  | 13.3% |

|  | 22.6% |

|  | 32.1% |

|  | 25.6% |

|  | 24.5% |

|  | 26.6% |

|  | 37.6% |

|  | 30% |

|  | 34.7% |

|  | 32.2% |

|  | 25.2% |

|  | 32.6% |

|  | 23.8% |

|  | 27.7% |

## 참고 문헌
- 『翼賛議員銘鑑』議会新聞社、1943年。
- 人事興信所編『人事興信録 第14版 下』人事興信所、1943年。
- 人事興信所編『人事興信録 第25版 下』人事興信所、1969年。
- 『政治家人名事典』日外アソシエーツ、1990年。
- 人事興信所編『人事興信録 第38版 下』人事興信所、1995年。

| 전임 쓰카하라 도시오 | 제33대 노동대신 1972년 7월 7일~1972년 12월 22일 | 후임 가토 쓰네타로 |

| 전임 이시다 히로히데 | 제48대 운수대신 1976년 12월 14일~1977년 11월 28일 | 후임 후쿠나가 겐지 |

| 전임 와타나베 미치오 | 제46·47대 통상산업대신 1986년 7월 22일~1988년 12월 27일 | 후임 미쓰즈카 히로시 |

| 전임 하라 겐자부로 | 제66대 중의원 의장 1989년 6월 2일~1990년 1월 24일 | 후임 사쿠라우치 요시오 |